# Cephalophysis
Cephalophysis is een monotypisch geslacht van korstmossen behorend tot de familie Teloschistaceae. Het bevat alleen de soort Cephalophysis leucospila.